# Lista de empresas de tecnologia da informação da Índia

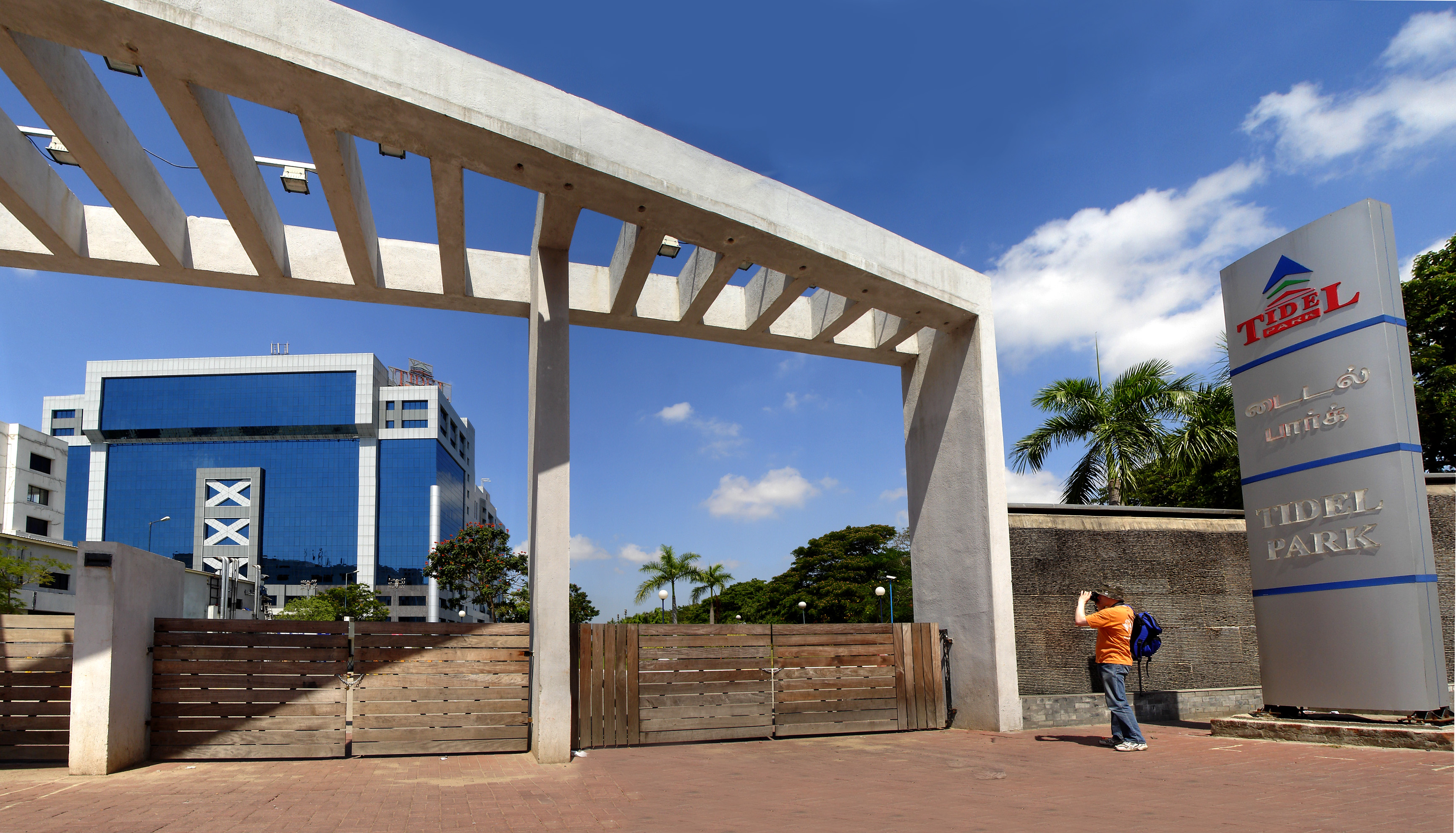
Entrada do Parque TIDEL

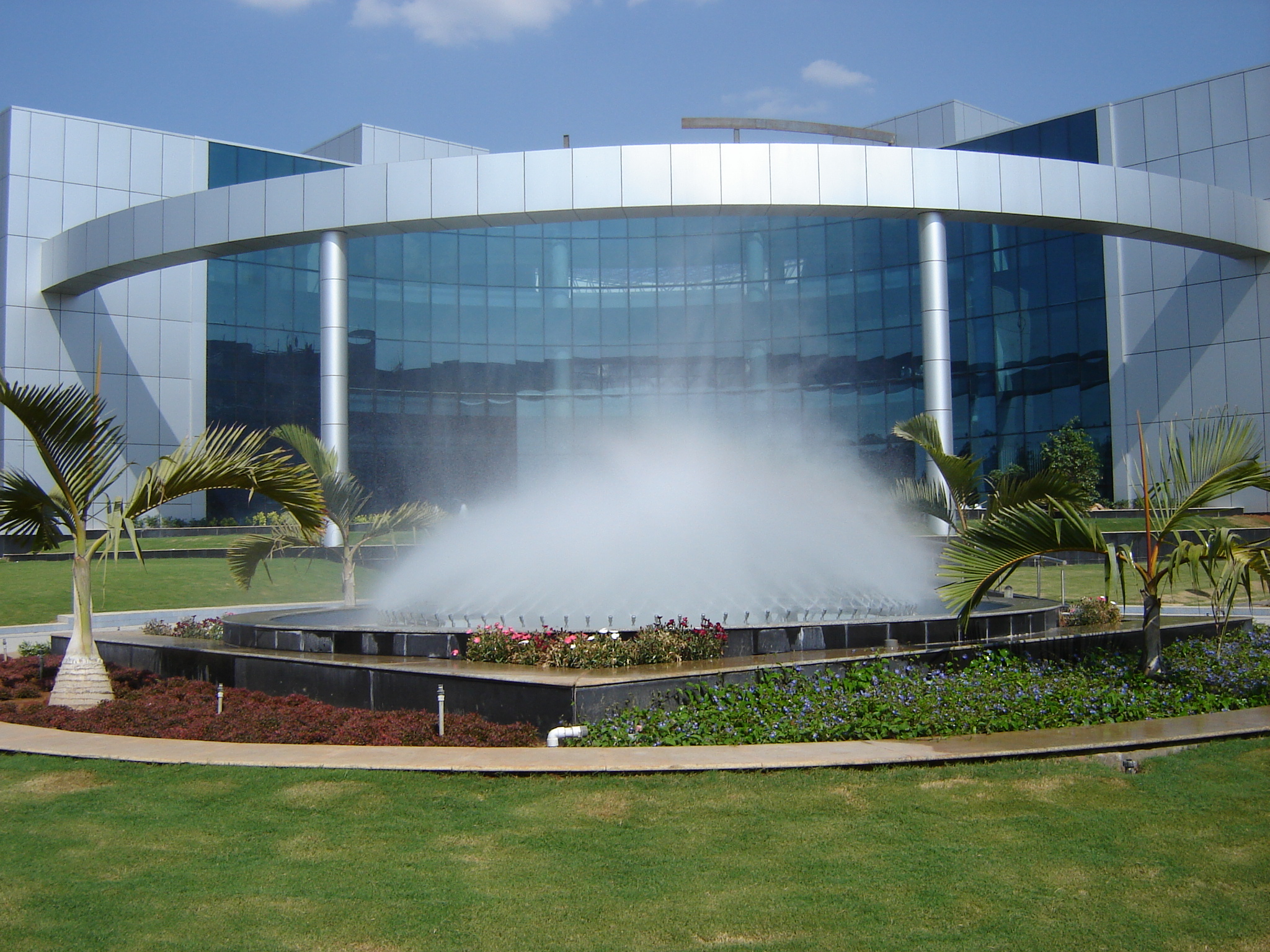
Centro de Desenvolvimento Tech Mahindra

Esta é uma lista de empresas notáveis no setor de tecnologia da informação, com base na Índia . Top 10 das empresas estão listadas em ordem decrescente da sua capitalização de mercado, e outras empresas estão listadas em ordem alfabética, agrupados pelas cidades em que estão sediadas. Certas empresas têm sede em mais de uma cidade, caso em que eles são listados em cada um, mas menores escritórios e recursos não estão listados. As empresas estrangeiras são listadas apenas se eles têm um dos seus principais escritórios na Índia. 

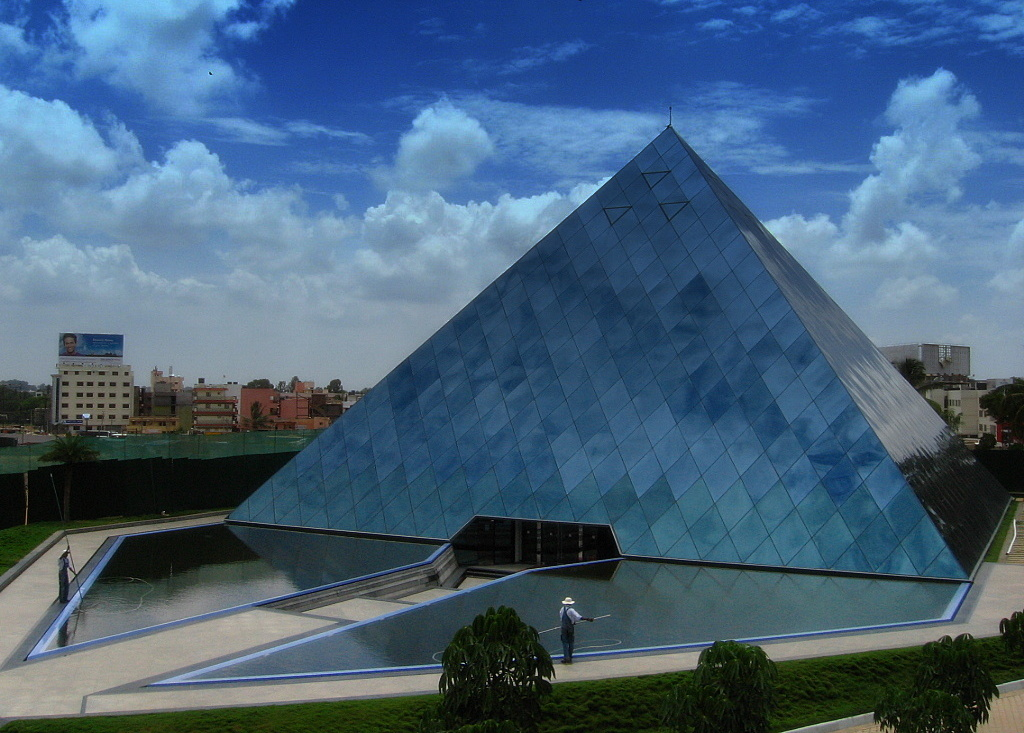
Infosys, Centro de Mídia em Electronic City, Bangalore.

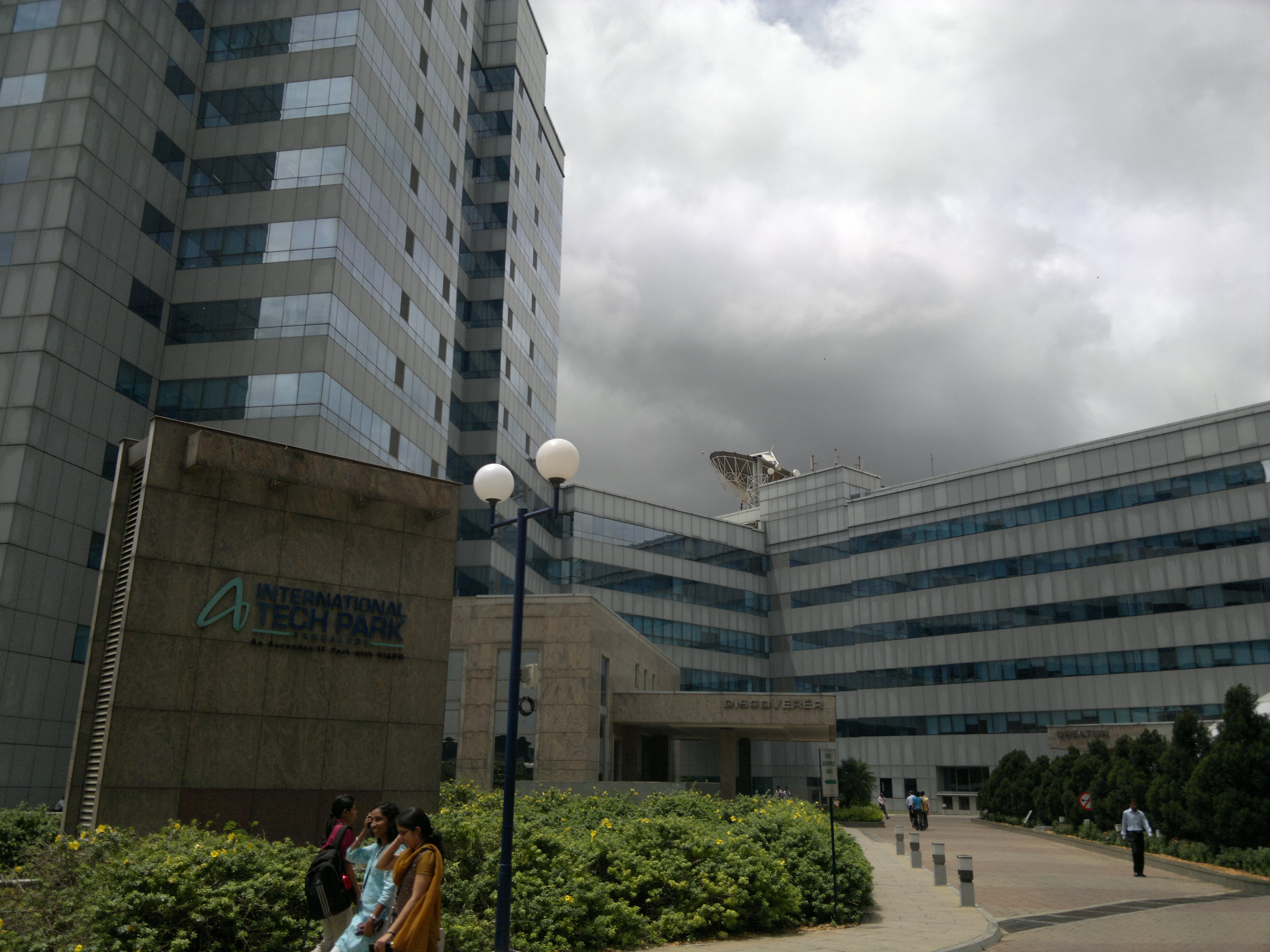
International Tech Park, Bangalore.

## Top 10 empresas
| Empresa                            | Local da sede principal | Local das demais sedes |           |           |
| ---------------------------------- | ----------------------- | ---------------------- | --------- | --------- |
| Tata Consultancy Services          | Mumbai                  | Ahmedabad              |           |           |
| Tata Consultancy Services          | Mumbai                  | Bangalore              |           |           |
| Tata Consultancy Services          | Mumbai                  | Bhubaneswar            |           |           |
| Tata Consultancy Services          | Mumbai                  | Chennai                |           |           |
| Tata Consultancy Services          | Mumbai                  | Coimbatore             |           |           |
| Tata Consultancy Services          | Mumbai                  | Delhi                  |           |           |
| Tata Consultancy Services          | Mumbai                  | Gandhinagar            |           |           |
| Tata Consultancy Services          | Mumbai                  | Gurgaon                |           |           |
| Tata Consultancy Services          | Mumbai                  | Guwahati               |           |           |
| Tata Consultancy Services          | Mumbai                  | Hyderabad              |           |           |
| Tata Consultancy Services          | Mumbai                  | Kochi                  |           |           |
| Tata Consultancy Services          | Mumbai                  | Kolkata                |           |           |
| Tata Consultancy Services          | Mumbai                  | Lucknow                |           |           |
| Tata Consultancy Services          | Mumbai                  | Patna                  |           |           |
| Tata Consultancy Services          | Mumbai                  | Mumbai                 |           |           |
| Tata Consultancy Services          | Mumbai                  | Noida                  |           |           |
| Tata Consultancy Services          | Mumbai                  | Pune                   |           |           |
| Tata Consultancy Services          | Mumbai                  | Trivandrum             |           |           |
| Tata Consultancy Services          | Mumbai                  | Vadodara               |           |           |
| Infosys                            | Bangalore               | Bangalore              |           |           |
| Infosys                            | Bangalore               | Bhubaneswar            |           |           |
| Infosys                            | Bangalore               | Chandigarh             |           |           |
| Infosys                            | Bangalore               | Chennai                |           |           |
| Infosys                            | Bangalore               | Delhi                  |           |           |
| Infosys                            | Bangalore               | Hyderabad              |           |           |
| Infosys                            | Bangalore               | Jaipur                 |           |           |
| Infosys                            | Bangalore               | Mangalore              |           |           |
| Infosys                            | Bangalore               | Mysore                 |           |           |
| Infosys                            | Bangalore               | Pune                   |           |           |
| Infosys                            | Bangalore               | Trivandrum             |           |           |
| Wipro                              | Bangalore               | Ahmedabad              |           |           |
| Wipro                              | Bangalore               | Bangalore              |           |           |
| Wipro                              | Bangalore               | Bhubaneswar            |           |           |
| Wipro                              | Bangalore               | Chennai                |           |           |
| Wipro                              | Bangalore               | Coimbatore             |           |           |
| Wipro                              | Bangalore               | Gurgaon                |           |           |
| Wipro                              | Bangalore               | Guwahati               |           |           |
| Wipro                              | Bangalore               | Hyderabad              |           |           |
| Wipro                              | Bangalore               | Jaipur                 |           |           |
| Wipro                              | Bangalore               | Kochi                  |           |           |
| Wipro                              | Bangalore               | Kolkata                |           |           |
| Wipro                              | Bangalore               | Mumbai                 |           |           |
| Wipro                              | Bangalore               | Mysore                 |           |           |
| Wipro                              | Bangalore               | Noida                  |           |           |
| Wipro                              | Bangalore               | Pune                   |           |           |
| Wipro                              | Bangalore               | Vadodara               |           |           |
| Wipro                              | Bangalore               | Visakhapatnam          |           |           |
| HCL Technologies                   | Noida                   |                        |           |           |
| HCL Technologies                   | Noida                   | Chennai                |           |           |
| HCL Technologies                   | Noida                   | Gurgaon                |           |           |
| HCL Technologies                   | Noida                   | Hyderabad              |           |           |
| HCL Technologies                   | Noida                   | Kochi                  |           |           |
| HCL Technologies                   | Noida                   | Kolkata                |           |           |
| HCL Technologies                   | Noida                   | Mumbai                 |           |           |
| HCL Technologies                   | Noida                   | Noida                  |           |           |
| HCL Technologies                   | Noida                   | Pune                   |           |           |
| Tech Mahindra                      | Pune                    | Ahmedabad              |           |           |
| Tech Mahindra                      | Pune                    | Bangalore              |           |           |
| Tech Mahindra                      | Pune                    | Bhubaneswar            |           |           |
| Tech Mahindra                      | Pune                    | Chandigarh             |           |           |
| Tech Mahindra                      | Pune                    | Chennai                |           |           |
| Tech Mahindra                      | Pune                    | Gandhinagar            |           |           |
| Tech Mahindra                      | Pune                    | Gurgaon                |           |           |
| Tech Mahindra                      | Pune                    | Hyderabad              |           |           |
| Tech Mahindra                      | Pune                    | Kolkata                |           |           |
| Tech Mahindra                      | Pune                    | Mumbai                 |           |           |
| Tech Mahindra                      | Pune                    | Noida                  |           |           |
| Tech Mahindra                      | Pune                    | Pune                   |           |           |
| Tech Mahindra                      | Pune                    | Visakhapatnam          |           |           |
| Oracle Financial Services Software | Mumbai                  | Bangalore              |           |           |
| Oracle Financial Services Software | Mumbai                  | Chennai                |           |           |
| Oracle Financial Services Software | Mumbai                  | Mumbai                 |           |           |
| Oracle Financial Services Software | Mumbai                  | Pune                   |           |           |
| Oracle Financial Services Software | Mumbai                  | Surat                  |           |           |
| Oracle Financial Services Software | Mumbai                  | Mindtree               | Bangalore | Bangalore |
| Bhubaneswar                        |                         | Mindtree               | Bangalore |           |
| Chennai                            |                         | Mindtree               | Bangalore |           |
| Hyderabad                          |                         | Mindtree               | Bangalore |           |
| Mumbai                             |                         | Mindtree               | Bangalore |           |
| Noida                              |                         | Mindtree               | Bangalore |           |
| Pune                               |                         | Mindtree               | Bangalore |           |
| Mphasis                            | Bangalore               | Bangalore              |           |           |
| Mphasis                            | Bangalore               | Chennai                |           |           |
| Mphasis                            | Bangalore               | Mangalore              |           |           |
| Mphasis                            | Bangalore               | Mumbai                 |           |           |
| Mphasis                            | Bangalore               | Pune                   |           |           |
| Hexaware Technologies              | Navi Mumbai             | Bangalore              |           |           |
| Hexaware Technologies              | Navi Mumbai             | Chennai                |           |           |
| Hexaware Technologies              | Navi Mumbai             | Mumbai                 |           |           |
| Hexaware Technologies              | Navi Mumbai             | Pune                   |           |           |
| Tata Elxsi                         | Bangalore               | Bangalore              |           |           |
| Tata Elxsi                         | Bangalore               | Pune                   |           |           |
| Tata Elxsi                         | Bangalore               | Trivandrum             |           |           |

## Outras empresas
| Name                                 | Local da sede principal          | Local das demais sedes |
| ------------------------------------ | -------------------------------- | ---------------------- |
| 3i Infotech                          | Mumbai                           | Bangalore              |
| 3i Infotech                          | Mumbai                           | Hyderabad              |
| 3i Infotech                          | Mumbai                           | Mumbai                 |
| 3i Infotech                          | Mumbai                           | Noida                  |
| Abcence                              | Kolkata                          | New Delhi              |
| Abcence                              | Kolkata                          | Kolkata                |
| Abcence                              | Kolkata                          | Mumbai                 |
| Abcence                              | Kolkata                          | Hyderabad              |
| Abcence                              | Kolkata                          | Telangana              |
| Abcence                              | Kolkata                          | Karnataka              |
| Abcence                              | Kolkata                          | Bangalore              |
| Accel Frontline                      | Chennai                          | Bangalore              |
| Accel Frontline                      | Chennai                          | Chennai                |
| Accel Frontline                      | Chennai                          | Delhi                  |
| Accel Frontline                      | Chennai                          | Kolkata                |
| Aditi Technologies                   | Bangalore                        | Bangalore              |
| Adrenalin eSystems                   | Chennai                          | Chennai                |
| Aftek                                | Mumbai                           | Mumbai                 |
| Algoworks                            | Noida                            | Noida                  |
| Atom Technologies                    | Mumbai                           | Mumbai                 |
| BirlaSoft                            | Noida                            | Chennai                |
| BirlaSoft                            | Noida                            | Noida                  |
| Blue Star Infotech                   | Mumbai                           | Mumbai                 |
| C-DAC                                | Pune                             | Kolkata                |
| C-DAC                                | Pune                             | Pune                   |
| C-DAC                                | Pune                             | Trivandrum             |
| CMC Limited                          | New Delhi                        | Hyderabad              |
| CMC Limited                          | New Delhi                        | Kolkata                |
| CMC Limited                          | New Delhi                        | Mumbai                 |
| Cognizant                            | Teaneck, New Jersey              | Bangalore              |
| Cognizant                            | Teaneck, New Jersey              | Chennai                |
| Cognizant                            | Teaneck, New Jersey              | Gurgaon                |
| Cognizant                            | Teaneck, New Jersey              | Hyderabad              |
| Cognizant                            | Teaneck, New Jersey              | Kochi                  |
| Cognizant                            | Teaneck, New Jersey              | Kolkata                |
| Cognizant                            | Teaneck, New Jersey              | Mumbai                 |
| Cognizant                            | Teaneck, New Jersey              | Pune                   |
| Computer Sciences Corporation        | Falls Church, Virginia           | Chennai                |
| Cybage                               | Pune                             | Gandhinagar            |
| Cybage                               | Pune                             | Hyderabad              |
| Cybage                               | Pune                             | Pune                   |
| Cyient                               | Hyderabad                        | Bangalore              |
| Cyient                               | Hyderabad                        | Hyderabad              |
| Cynapse                              | Mumbai                           | Mumbai                 |
| Datamatics Global Services           | Mumbai                           | Nashik                 |
| Eclerx                               | Mumbai                           | Mumbai                 |
| Experion technologies                | Thiruvananthapuram               | Trivandrum             |
| Firstsource                          | Mumbai                           | Bhubaneswar            |
| Firstsource                          | Mumbai                           | Kolkata                |
| Flytxt Mobile Solutions              | Amsterdam                        | Trivandrum             |
| Fulcrum Worldwide                    | Mumbai                           | Mumbai                 |
| Fulcrum Worldwide                    | Mumbai                           | Pune                   |
| Geometric Limited                    | Mumbai                           | Mumbai                 |
| Geometric Limited                    | Mumbai                           | Pune                   |
| Godrej Infotech Ltd                  | Mumbai                           | Mumbai                 |
| Happiest Minds Technologies          | Bangalore                        | Bangalore              |
| Harbinger Systems                    | Pune                             | Pune                   |
| Honeywell                            | Morris Plains, New Jersey        | Madurai                |
| HSBC GLT India                       | Pune                             | Pune                   |
| IGATE                                | Bridgewater Township, New Jersey | Bangalore              |
| IGATE                                | Bridgewater Township, New Jersey | Chennai                |
| IGATE                                | Bridgewater Township, New Jersey | Gandhinagar            |
| IGATE                                | Bridgewater Township, New Jersey | Hyderabad              |
| IGATE                                | Bridgewater Township, New Jersey | Mumbai                 |
| IGATE                                | Bridgewater Township, New Jersey | Noida                  |
| IGATE                                | Bridgewater Township, New Jersey | Pune                   |
| Impetus Technologies                 | Los Gatos, California            | Indore                 |
| Indusface                            | Vadodara                         | Vadodara               |
| Infinite Computer Solutions          | Bangalore                        | Bangalore              |
| Infinite Computer Solutions          | Bangalore                        | Chennai                |
| Infinite Computer Solutions          | Bangalore                        | Gurgaon                |
| Infinite Computer Solutions          | Bangalore                        | Hyderabad              |
| InfoBeans                            | Indore                           | Indore                 |
| InfoBeans                            | Indore                           | Pune                   |
| Intellect Design                     | Chennai                          | Chennai                |
| KPIT Technologies                    | Pune                             | Pune                   |
| Larsen & Toubro Infotech             | Mumbai                           | Bangalore              |
| Larsen & Toubro Infotech             | Mumbai                           | Chennai                |
| Larsen & Toubro Infotech             | Mumbai                           | Mumbai                 |
| Larsen & Toubro Infotech             | Mumbai                           | Pune                   |
| Mastek                               | Mumbai                           | Mumbai                 |
| Mastek                               | Mumbai                           | Pune                   |
| Melstar Information Technologies     | Mumbai                           | Mumbai                 |
| Microland                            | Bangalore                        | Bangalore              |
| Micromax Mobile                      | Gurgaon                          | Gurgaon                |
| Microsoft India PL                   | Hyderabad                        | Mumbai                 |
| Mindfire Solutions                   | Bhubaneswar                      | Bhubaneswar            |
| Mindteck                             | Bangalore                        | Bangalore              |
| Mindteck                             | Bangalore                        | Kolkata                |
| Mistral Solutions                    | Bangalore                        | Bangalore              |
| MobME                                | Kochi                            | Kochi                  |
| Monsoon Multimedia                   | Noida                            | Noida                  |
| Nihilent                             | Pune                             | Pune                   |
| NIIT Technologies                    | Noida                            | Delhi                  |
| NIIT Technologies                    | Noida                            | Gurgaon                |
| NIIT Technologies                    | Noida                            | Kolkata                |
| NIIT Technologies                    | Noida                            | Mumbai                 |
| NIIT Technologies                    | Noida                            | Noida                  |
| Nucleus Software Exports Ltd.        | Noida                            | Noida                  |
| NVISH                                | Santa Clara, California          | Chandigarh             |
| Ocimum Bio Solutions                 | Hyderabad                        | Hyderabad              |
| Onward Technologies                  | Mumbai                           | Mumbai                 |
| Persistent Systems                   | Pune                             | Hyderabad              |
| Persistent Systems                   | Pune                             | Nagpur                 |
| Persistent Systems                   | Pune                             | Pune                   |
| Plivo                                | San Francisco                    | Bangalore              |
| Polaris Financial Technology Limited | Chennai                          | Chennai                |
| Polaris Financial Technology Limited | Chennai                          | Hyderabad              |
| Pramati Technologies                 | Hyderabad                        | Hyderabad              |
| Quest Global                         | Thiruvananthapuram               | Thiruvananthapuram     |
| Quest Global                         | Thiruvananthapuram               | Trivandrum             |
| QBurst                               | Singapore                        | Noida                  |
| R Systems Ltd                        | Noida                            | Noida                  |
| Ramco Systems                        | Chennai                          | Chennai                |
| Ramco Systems                        | Chennai                          | Mumbai                 |
| Rediff.com                           | Mumbai                           | Mumbai                 |
| Rolta India Ltd                      | Mumbai                           | Mumbai                 |
| Samsung India Software Center        | Noida                            | Noida                  |
| Sankalp Semiconductor                | Kolkata                          |                        |
| Sasken                               | Bangalore                        | Bangalore              |
| Sasken                               | Bangalore                        | Chennai                |
| Sasken                               | Bangalore                        | Pune                   |
| Sonata Software                      | Bangalore                        | Bangalore              |
| Sonata Software                      | Bangalore                        | Mumbai                 |
| SPAN Infotech (India) Pvt. Ltd.      | Bangalore                        | Bangalore              |
| SunTec Business Solutions            | Thiruvananthapuram               | Kochi                  |
| SunTec Business Solutions            | Thiruvananthapuram               | Thiruvananthapuram     |
| Tata Interactive Systems             | Mumbai                           | Mumbai                 |
| Tejas Networks                       | Bangalore                        | Mumbai                 |
| Thirdware                            | Mumbai                           | Mumbai                 |
| Thoughtworks                         | Bangalore                        | Bangalore              |
| Thoughtworks                         | Bangalore                        | Chennai                |
| Thoughtworks                         | Bangalore                        | Hyderabad              |
| Thoughtworks                         | Bangalore                        | Gurgaon                |
| Thoughtworks                         | Bangalore                        | Pune                   |
| Trigent Software                     | Bangalore                        | Bangalore              |
| UST Global                           | Aliso Viejo, California          | Kochi                  |
| UST Global                           | Aliso Viejo, California          | Trivandrum             |
| Walkover Web Solutions               | Indore                           | Indore                 |
| WNS Global Services                  | Mumbai                           | Mumbai                 |
| WNS Global Services                  | Mumbai                           | Nashik                 |
| Xansa                                | Reading, Berkshire               | Noida                  |
| Xerox                                | Norwalk, Connecticut             | Bangalore              |
| Zensar Technologies                  | Pune                             | Hyderabad              |
| Zensar Technologies                  | Pune                             | Pune                   |
| ZOHO Corporation                     | Pleasanton, California           | Chennai                |
| Zenith Computers                     | Mumbai                           | Mumbai                 |

## References
1. ↑  «Top Companies in India by Market Capitalization - BSE». moneycontrol.com. Consultado em 20 de outubro de 2015
2. ↑  «India Office Locations (section "Mumbai")». Tata Consultancy Services. Consultado em 10 de dezembro de 2012
3. ↑  «India». Consultado em 14 de fevereiro de 2016. Arquivado do original em 21 de outubro de 2014
4. ↑  HCL India | Outsourcing Software Development, IT Solutions, IT Outsourcing Company, Offshore Software Development | HCL Technologies
5. ↑  «Leader in OPD and Cloud Migration Significantly Reduces Costs with Virtualization Platform». Microsoft Case Studies. 20 de dezembro de 2011. Consultado em 8 de dezembro de 2012
6. ↑  «Locations». L&T Infotech. Consultado em 10 de dezembro de 2012. Arquivado do original em 3 de janeiro de 2013
7. ↑  «Indian start-up Mistral Solutions finds business in developing technology for US defence and homeland security»
8. ↑  «Sonata Software Ltd Company Locations». The Economic Times. Consultado em 10 de dezembro de 2012
9. ↑  www.spansystems.com
10. ↑  «Global Offices | SunTec Business Solutions». Consultado em 14 de fevereiro de 2016. Arquivado do original em 8 de fevereiro de 2014
11. ↑  http://www.xerox.com/perl-bin/world_contact.pl